# Gonimbrasia
Gonimbrasia é um gênero de mariposa pertencente à família Saturniidae.

## Espécies
- Gonimbrasia abayana (Rougeot, 1977)
- Gonimbrasia alcestris Weymer, 1907
- Gonimbrasia annulata Bouvier, 1936
- Gonimbrasia balachowskyi Rougeot, 1973
- Gonimbrasia belina (Westwood, 1849) – Mopane worm
- Gonimbrasia birbiri (Bouvier, 1929)
- Gonimbrasia cocaulti Darge & Terral, 1993
- Gonimbrasia congolensis Bouvier, 1927
- Gonimbrasia conradsi Rebel, 1906
- Gonimbrasia deborah (Weymer, 1886)
- Gonimbrasia ellisoni Lemaire, 1962
- Gonimbrasia fletcheri Rougeot, 1960
- Gonimbrasia fucata Rougeot, 1978
- Gonimbrasia godarti Lemaire, 1971
- Gonimbrasia hecate Rougeot, 1955
- Gonimbrasia Hübneri Kirby, 1877
- Gonimbrasia miranda Darge, 2005
- Gonimbrasia nictitans (Fabricius, 1775)
- Gonimbrasia osiris Druce, 1896
- Gonimbrasia pales (Weymer, 1909)
- Gonimbrasia rectilineata Sonthonnax, 1901
- Gonimbrasia ruandana Gaede, 1927
- Gonimbrasia said (Oberthuer, 1878)
- Gonimbrasia tyrrhea (Cramer, 1775)
- Gonimbrasia ufipana Strand, 1911
- Gonimbrasia ukerewensis Rebel, 1922
- Gonimbrasia zambesina (Walker, 1865)